# Michael Angold
Michael Angold, né le 26 juin 1940, est un historien britannique, spécialiste de l'Empire byzantin à l'époque des Comnènes.

## Biographie
Michael Angold fait ses études l'université d'Oxford. À partir de 1970, il enseigne à l'université d'Édimbourg où il est professeur d'histoire byzantin de 1996 à 2005, date à laquelle il devient professeur émérite.
Il travaille sur l'histoire médiévale et de la Renaissance et se spécialise dans l'étude de l'Empire byzantin. Il écrit plus spécifiquement sur l'époque des Comnènes ainsi que sur l'Empire de Nicée.
Il a été membre du comité national britannique de l'Association internationale des études byzantines. Il est actuellement membre de la Royal Historical Society.

## Ouvrages
Michael Angold a d'abord travaillé sur l'Empire de Nicée qui fait l'objet de sa thèse de doctorat, The Administration of the Nicaean Empire (1204-1261) (L'administration de l'Empire de Nicée) en 1967. Il en tire un ouvrage paru en 1975, A Byzantine Government in Exile: Government and Society under the Laskarids of Nicaea, 1204-1261 (Un gouvernement byzantin en exil : gouvernement et société sous les Lascaris de Nicée), dans lequel il analyse la capacité d'adaptation des structures byzantines à la suite de la quatrième croisade dans le cadre de la constitution de l'Empire de Nicée. Il estime notamment que le passage d'une administration structurée en bureaux spécialisés et autonomes vers une administration plus restreinte, directement dépendante de l'Empereur permet à cet État territorialement réduit de mieux résister aux menaces extérieures. Néanmoins, il considère aussi qu'il marque un changement fondamental dans la bureaucratie byzantine, qui passe d'une administration étatique à un cabinet impérial, et que cette nouvelle formule n'est pas adaptée à un Empire byzantin de grande taille, tel qu'il ambitionne de le redevenir après la reprise de Constantinople en 1261. Il revient aussi sur le rôle structurant de l'Eglise et le retour aux références antiques par les lettrés pour renforcer le sentiment identitaire. Il y met aussi en avant le développement de la pronoia dans le cadre d'un féodalisme byzantin.
Par la suite, il se recentre sur l'époque des Comnènes (1081-1185). Il livre notamment une synthèse des évolutions politiques de la période dans son ouvrage The Byzantine Empire, 1025-1204: A Political History (L'Empire byzantin, 1025-1204 : Une histoire politique) dans lequel il revient sur les évolutions de l'Empire de la mort de Basile II, qui marque l'apogée de l'Empire byzantin sous sa forme médiévale au sac de Constantinople en 1204 qui le fait entrer dans une période de déclin irrémédiable.